# Sanningsvittnet
Sanningsvittnet är en äldre frikyrklig tidning som gavs ut under åren 1875-1943. Redaktionen gav 1888 ut samlingen Sabbatstoner som var avsedd för söndagsskolverksamhet. Förlaget och tryckeriet P A Palmers eftr som gav ut Sanningsvittnet övertogs av Svenska Missionsförbundet 1915, ombildades till boktryckeriaktebolaget P A Palmers eftr, förlaget Sanningsvittnet lades ner 1943, då Svenska Missionsförbundet hade påbörjat sin satsning på Svensk Veckotidning.

## Redaktörer
- Petrus Andersson Palmer, redaktör 1875 - 1890 .
- Carl Boberg, redaktör 1890-1916
- August Bohman, redaktör 1916-1925
- Ragnar Tomson, redaktör 1925 - 1940
- Hilding Servin,redaktör 1940-1943.

Flera kända psalmer och kristna sånger blev först publicerade i denna tidning, till exempel Fröjdas, vart sinne (22 december 1881), Framåt, det går igenom (12 januari 1882), Min framtidsdag är ljus och lång (8 november 1883) och O store Gud (16 februari 1891).